# Мала Мартиніка
Мала Мартиніка (фр. La Petite Martinique) — невеликий острів групи Гренадини в ланцюзі Навітряних островів архіпелагу Малих Антильських островів. Розташований в південно-східній частині Карибського моря на північний схід від Гренади. Входить до складу залежної території Карріаку і Мала Мартиніка держави Гренада.

## Географія та клімат
Мала Мартиніка знаходиться приблизно за 5 км від сусіднього більшого острова Карріаку і являє собою вершину згаслого вулкана Пітон, який піднімається з моря на висоту близько 230 м. Площа острова — 2,37 км, середня відстань від вершини до узбережжя — 1,6 км. Приблизно за 750 м на південний захід від острова знаходиться острівець Пті-Домініка, і приблизно на такій же відстані на північ від Малого Мартиніка — острівець Малий Сент-Вінсент, що належить державі Сент-Вінсент і Гренадини.
Клімат тропічний, пасатний. Сухий сезон триває з січня по червень, сезон дощів — з липня по грудень. Середні місячні температури повітря на суші 27-32°С, прибережних вод — 26-30°С.

## Історія
Найперша письмова згадка про існування острова датується 1656 роком, тоді француз Père du Tertre відвідав сусідній острів Карріаку і знайшов його «найгарнішим з невеликих островів». Першим оселився на Малому Мартиніці якийсь П'єр (фр. Mr. Pierre), рибалка.
На початку 1700-х років він покинув рідний острів Мартиніка в пошуках нових родючих земель, взяв за дружину креолка (уродженку Карріаку), і став жити з нею, дітьми і слугами на Малій Мартиніці, присвоївши цього острівця назву «Мала Мартиніка» через віддалену подібність з великою Мартинікою. Основними заняттями перших колоністів стали обробіток цукрової тростини і бавовнику.
Пізніше П'єр розпродав ділянки землі кільком іншим господарям. У 1762 році Мала Мартиніка стала частиною французької колонії Гренада. У 1763—1779 роках острів захопила Британська імперія, а в 1779—1783 роках знову став володінням Франції. У 1783 році по Версальським договором Мала Мартиніка, як і інші частини Гренади, були остаточно перетворені в британську колонію.
Завезені з Африки раби з часом отримали свободу і стали селитися, в основному, в південній частині острова, а європейці на його півночі. Змішані шлюби віталися. У 1974 році Гренада отримала незалежність, залишившись в рамках Співдружності, при цьому Мала Мартиніка набула статусу її залежної території.

## Населення
Нині острів населяють близько 900 осіб — в основному, з числа нащадків французьких колоністів, а також індійського, португальського, шотландського та африканського походження. Хоча більша частина топоніміки залишається французькою (L'Esterre, La Resource, Beausejour тощо), французькою мовою (точніше, франко-креольським наріччям, патуа) користується переважно старше покоління, в той час як молодь англомовна.